# Dub style

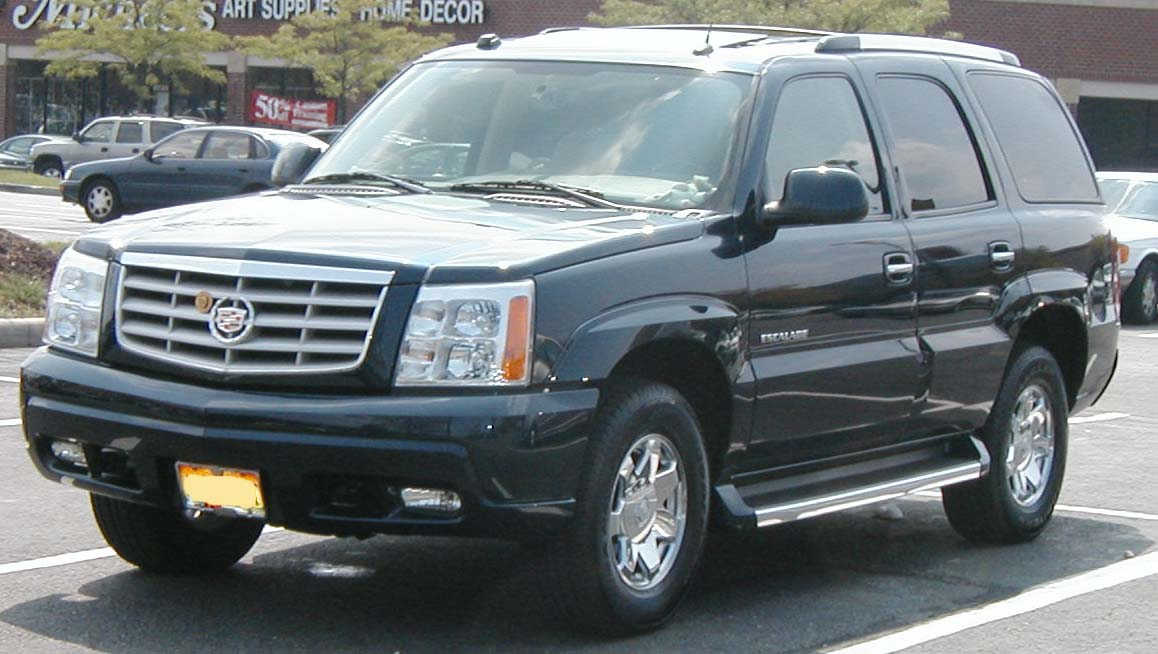
Cadillac Escalade, um dos carros mais usados no DUB Style.

O Dub é um estilo de personalizar carros que vai além do mais conhecido Tuning. Foi criado na América do Norte, é muito apreciado pelos Rappers. Eles transformam seu carro, na maioria das vezes um utilitário esportivo como Cadillac Escalade ou Hummer H2, com muitos acessórios e deixam seu veículo parecido com o seu estilo de viver. As principais características do DUB são rodas grandes, suspensões à ar, interior modificado e muito som. Na maioria das vezes, o carro é discreto, porém muito bem montado. Esse estilo vem se espalhando rapidamente pelo Brasil e pelo resto do mundo, porém, por ter peças mais caras e luxuosas, não é tão accessível quanto o Tuning, um jogo de rodas DUB pode chegar a R$120.000,00.

## Origem do DUB Style
Em suas origens, DUB e Tuning não têm ligação nenhuma. Na década de 80 as empresas automobilísticas japonesas se dedicaram a desenvolver motores de alta performance pra competições, e logo, oriundo desse desenvolvimento, surgiram carros de características esportivas para utilização nas ruas. A cada ano, as empresas tomadas como grande no Japão lançavam novos modelos e consequentemente foi surgindo a cultura dos carros japoneses de alta performance. Como toda tecnologia tende à custar caro, e nem todos tinham condições de comprar esses veículos, então iniciou-se um processo de adaptação dos veículos tido como "comuns" para torná-los esportivos. Essas modificações tinham como objetivo maximizar a capacidade do motor, dando a um veículo de passeio o desenvolvimento dos esportes. Como não havia o mercado de procura e oferta desses acessórios e peças esportivas, muitas dessas modificações eram feitas a partir de peças confeccionadas artesanalmente ou retidas dos carros de competições. A característica mais marcante do DUB style são rodas gigantescas e luxuosas. Depois do lançamento do filme Velozes e Furiosos, que retratou com detalhes a cultura americana de modificação dos carros com acessórios ornamentais, pinturas multicoloridas, suspensões à ar e vários outros itens que davam ao carro características exclusivas, houve uma fusão entre o Tuning e as características do DUB style. Por esse motivo há uma confusão em concluir que o DUB é proveniente do Tuning, porém, ambas as tendências surgiram e épocas, países e objetivos diferentes.

## Curiosidades
O rapper 50 Cent gastou aproximadamente U$$600.000,00 personalizando seu Hummer H2. Esse é apenas um dos seus carros, o rapper também guarda em sua garagem um Lamborghini Murciélago, Cadillac Escalade, Chevy Impala 1960 exclusivamente personalizado, Dodge Magnum, entre outros.